# Trần Khải Minh
Trần Khải Minh (陳啟明, tiếng Anh: Chan Kai Ming, George Bartou Tyson; 1859-11 tháng 12 năm 1919), tước JP, là doanh nhân người lai Âu Á tại Hồng Kông, cựu chủ tịch tập đoàn TungHua Hospitals. Ông cũng là thành viên của Hội đồng đô thị và Hội đồng Lập pháp Hồng Kông.

## Tiểu sử
Trần Khải Minh có tên khai sinh là George Bartou Tyson, tên tự Dần Tân. Ông là con trai của George Tyson, một doanh nhân người Mỹ và bà Lâm Phụng Kiều (林鳳嬌, 1841-1871). Cha là ông George Tyson (1831-1881), là người đứng đầu chi nhánh Hồng Kông và Thượng Hải của Russell & Company thuộc sở hữu của Mỹ từ Boston.
Russell & Company (Russell & Co.) là công ty thương mại lớn nhất của Mỹ vào giữa thế kỷ 19 tại Trung Quốc. Đây là trung tâm mua bán (tiếng Anh: trading house) đóng vai trò trung gian chuyên kinh doanh trà, lụa và thuốc phiện và cuối cùng tham gia vào lĩnh vực vận chuyển. Đây cũng là công ty nổi tiếng nhất của Mỹ ở Viễn Đông vào thế kỷ 19. Chi nhánh được thành lập tại Quảng Châu vào năm 1818 bởi Samuel Russell, một doanh nhân sinh ra ở Meade, Connecticut, Hoa Kỳ. Tham gia vào thương mại xuyên biên giới giữa Quảng Châu và Boston. Thời kỳ đầu, mặt hàng kinh doanh chính là trà, lụa thô và thuốc phiện, đối tác thương mại chính là Ngũ Bỉnh Giám,  nhân vật quan trọng nhất của giới kinh doanh Thập Tam Hành (十三行) ở Quảng Châu.
Mẹ ông, bà Lâm Phụng Kiều là con gái của một lãnh sự Tây Ban Nha ở Ma Cao tên là Bardo và vợ người Trung Quốc mang họ Lâm. Theo cháu trai của Trần Khải Minh sau này tên Guy Shea, thì họ Trần trong tiếng Trung, được bà Lâm Phụng Kiều lựa chọn sau khi bói toán tại một ngôi chùa, khác với các gia đình Á-Âu khác sử dụng cách đánh vần phiên âm tiếng Anh từ họ của người cha hoặc mẹ để viết phần họ bằng chữ Hán cho mình.
Trần Khải Minh có ba anh chị em ruột, cùng cha mẹ là Herbert Tyson (陳啟祥, Trần Khải Tường), Sarah Chan (1860-1884) và Charlotte Chan (1862-1942), kết hôn với Wong Lai-sang (W. Lyson, 1863-1932, con trai của nhà ngoại giao người vùng Bavaria, Đức tên là Von Liesenberg và một phụ nữ Trung Quốc), thư ký quản lý của kiến trúc sư E.M. Hazeland và giám đốc Phòng Thương mại Trung Quốc.
Năm 11 tuổi, Trần Khải Minh là học sinh đầu tiên ghi danh vào trường nam sinh Diocesan Boys' School năm 1870, sau đó chuyển sang trường Trung tâm (Queen's College). Ông trở thành bạn bè với những doanh nhân người lai Âu Á như Hà Đông, Tiển Đức Phần, Thi Bỉnh Quang và Trương Đức Huy.

## Sự nghiệp

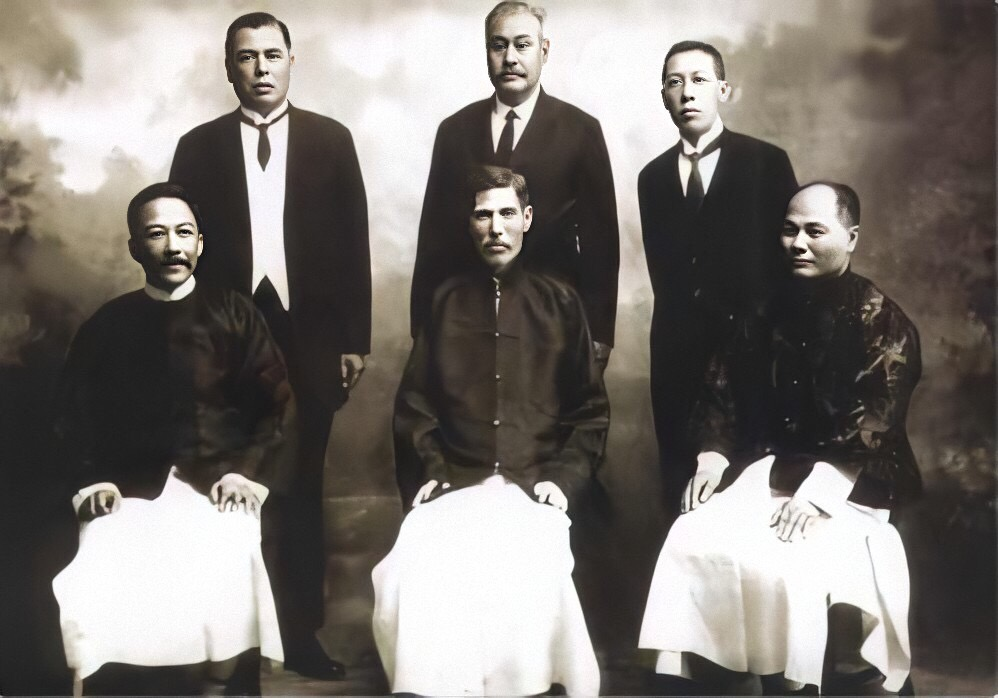
Hàng sau: Ông Trương Khải Minh đứng giữa.

Sau khi tốt nghiệp ông trở thành học giả nghiên cứu Morrison và giáo viên tập sự (chương trình đào tạo được sử dụng rộng rãi trước thế kỷ XX, như một hệ thống học việc cho giáo viên). Sau đó, ông được bổ nhiệm làm thư ký thứ ba trong đoàn thẩm phán và chỉ nhận được một khoản trợ cấp nhỏ từ chính phủ Hồng Kông.
Ông bắt đầu vận may từ khi gia nhập các trang trại thuốc phiện tồn tại ở Hồng Kông. Sau đó, ông trở thành giám đốc điều hành của trang trại thuốc phiện Tai Yau. Vào thời điểm chính phủ nắm quyền độc quyền, ông đã trở thành triệu phú.
Năm 1914, cùng với những người anh em thân thiết thành lập ngân hàng Đại Hữu (大有銀行). Đây là ngân hàng thứ hai được thành lập bởi người Hoa ở Hồng Kông sau Ngân hàng Quảng Đông.
Ông được bổ nhiệm làm thành viên của Ủy ban giám sát quận và là thành viên của Ủy ban nghĩa trang Trung Quốc thường trực ở Aberdeen và cũng là Ủy ban điều hành công cộng Trung Quốc. Ông là Phó Chủ tịch Phòng Thương mại Trung Quốc, cựu Chủ tịch Bệnh viện Tung Wah và là thành viên của Bảo Lương Cục. Ông cũng là thành viên của Tòa án Đại học Hồng Kông và một số học bổng mang tên ông.
Tại thời điểm trước khi qua đời, ông là giám đốc điều hành của Gande, Price & Co., đối tác của Ngân hàng Đại Hữu, Giám đốc Ngân hàng Đông Á có trụ sở tại Central, Hồng Kông, Chung Kwong Co. và Hong Kong Mercantile Co. và trở thành một trong những người giàu nhất Hồng Kông.
Ông đã trở thành Công lý Hòa bình và sau đó được bổ nhiệm làm thành viên Ban Vệ sinh từ tháng 4 năm 1912 trong ba nhiệm kỳ, trở thành thành viên không chính thức cao cấp cho đến khi qua đời vào năm 1919. Sau Chiến tranh Thế giới thứ nhất, ông là thành viên của ủy ban chung cho những Lễ kỷ niệm Hòa bình. Ông đóng vai trò là thành viên của Hội đồng Lập pháp Hồng Kông trong thời gian vắng mặt Lau Chu-pak vào năm 1918.

## Gia đình
Con trai của ông là Trần Nhữ Hán (陳汝漢, 1886-1893) mất ở tuổi lên 7. Thời lời kể của những người đời sau, Nhữ Hán đang chơi bập bênh trên một tấm ván cùng với người em họ trên bệ cửa sổ tầng 3, khi có ai đó bước vào phòng, người em họ tội lỗi đã nhảy khỏi ván bập bênh khiến Nhữ Hán rơi xuống sân trong và tử vong.

## Qua đời
Ông Trần gặp vấn đề về tim trong những năm cuối đời. Ông bị cảm lạnh khi đi du lịch đến Bắc Kinh trong một kỳ nghỉ theo lời đề nghị của bác sĩ và qua đời tại nơi cư trú tại số 16 đường Caine vào ngày 11 tháng 12 năm 1919, để lại năm người con gái và hai người con trai.